# ملاقات زناشویی
ملاقات زناشویی که در ایران ملاقات شرعی خوانده می‌شود، به معنی آن است که به زندانی اجازه داده شود با ملاقات‌کننده خود، که در بیش‌تر موارد همسر قانونی وی می‌باشد، در یک اتاق برای چند ساعت تنها باشند. در این حالت زندانی مجاز است با ملاقات‌کننده‌اش رابطه جنسی برقرار کند. یکی از سودمندی‌های این کار حفظ روابط خانوادگی و صمیمی زندانی و دادن توانایی بازگشت دوباره به جامعه به زندانی است. به علاوه این نوع ملاقات‌ها حکم جایزه‌ای را دارند که باعث می‌شوند خوش‌رفتاری زندانی افزایش پیدا کند. چنانچه زندانی رفتار ناشایستی داشته باشد این حق از وی سلب می‌گردد.
عموماً این گونه ملاقات‌ها در اتاق‌های ویژه این کار صورت می‌گیرند و حتی اقلامی همچون صابون، کاندوم، ژل نرم‌کننده، ملحفه و حوله نیز در اختیار زندانی قرار داده می‌شود.

## فهرست کشورها

### استرالیا
هم در ناحیه ویکتوریا و هم استرالیا ملاقات زناشویی مجاز است. در دیگر مناطق از جمله استرالیای غربی و کویینزلند این اجازه داده نمی‌شود.

### برزیل
در برزیل، به زندانیان مرد اجازه ملاقات زناشویی با همجنس یا جنس مخالف داده می‌شود. این در حالی است که ملاقات زناشویی برای زندانیان زن بسیار سختگیرانه بوده و در شرایطی اصلاً مجاز نیست.

### کانادا
در کانادا، به همه زندانیان به جز آن‌ها که در زندان تحت تنبیه قرار دارند و آن‌ها که سابقه خشونت خانوادگی داشته‌اند، اجازه داده می‌شود تا ۷۲ ساعت ملاقات خصوصی در هر دو ماه داشته باشند. ملاقات‌کنندگانی که چنین مجوزی دارند عبارتند از: همسر یا شریک زندگی زندانی که کمینه ۶ ماه با او بوده باشد، فرزندان، پدر و مادر، خواهر و برادر پدربزرگ و مادربزرگ و افرادی که به اعتقاد مقامات زندان، زندانی با آن‌ها رابطه نزدیک دارد. در این ملاقات‌ها خوراک برای زندانی و ملاقات‌کنندگان فراهم است اما رایگان نیست و آن‌ها می‌بایست پس از ملاقات خود، اتاق ملاقات را تمیز نمایند. طی ملاقات مسوولین زندان امکان بازرسی زندانی و ملاقات‌کننده را دارند.

### دانمارک
در دانمارک، ملاقات زناشویی قانونی است. در برخی زندان‌های این کشور آپارتمان‌هایی هست که زوجین می‌توانند در آن‌ها تا ۴۷ ساعت با هم ملاقات کرده و با یکدیگر باشند.

### آلمان
در آلمان اجازه درخواست ملاقات زناشویی هست. در صورت پذیرفته شدن، زندانی قادر است با عزیزانش بدون مراقب مسوولین تنها باشد تا رابطه عشقی وی با آن‌ها از بین نرود. با این حال زندانی و ملاقات‌کننده پیش از ملاقات بازرسی بدنی می‌شوند. در سال ۲۰۱۰ یک زندانی، دوست دخترش را در یک ملاقات زناشویی کشت و سعی کرد خود را نیز بکشد. این امر بحث‌های فراوانی پیرامون کم‌بود امنیت در زندان‌های آلمان را دامن زد.

### هند
در سال ۲۰۱۵ دادگاه عالی پنجاب و هارایانا، طی یک رای ملاقات زناشویی را حق هر زندانی دانست.

### ایرلند
ماری و نوئل ماری، زوجی در زندانی در ایرلند که به سبب قتل در سال ۱۹۷۹ محکومیت می‌گذراندند، طی رای دادگاهی در سال ۱۹۹۱ حق ملاقات زناشویی را از دست دادند. دادگاه عالی ایرلند بر پایه قانون اساسی ایرلند طی حکمی اجازه بچه‌دار شدن به زوجینی که یکی از آن‌ها در زندان باشد را لغو کرد.

### اسرائیل
سازمان زندان‌های اسرائیل (IPS) به زندانیان متأهل یا آن‌ها که شریک زندگی دارند، اجازه ملاقات زناشویی را می‌دهد؛ به این شرط که ملاقات‌کننده در دو سال گذشته به ملاقات زندانی آمده باشد و هم زندانی و هم ملاقات‌کننده خوش‌رفتاری داشته باشند. زندانیانی که به هر سببی در زندان تنبیه می‌شوند، حق ملاقات زناشویی ندارند. در سال ۲۰۱۳ اجازه ملاقات زناشویی به زندانیان هم‌جنس‌خواه نیز داده شد.

### مکزیک
طبق الیورو ملاقات زناشویی در مکزیک ربطی به متأهل بودن یا نبودن زندانی ندارد. در این کشور حتی در برخی زندان‌ها به کل خانواده فرد زندانی اجازه داده می‌شود در زندان برای مدت مدیدی با وی به سر برند. در مکزیکو سیتی، به زندانیان هم‌جنس‌خواه اجازه می‌دهند ملاقات زناشویی داشته باشند.

### زلاند نو
در زلاند نو ملاقات زناشویی مجاز نیست.

### روسیه
در روسیه پس از به راه افتادن کارزاری از سال ۲۰۰۱ برای تغییر قوانین زندان‌ها و بهبود شرایط آن‌ها، به زندانیان یک تعطیلی ۱۸ روزه داده می‌شود تا به دیدار عزیزانشان بروند. همچنین زندانیان اجازه ملاقات‌های طولانی‌تر در محل زندان را کمینه در هر ماه یک‌بار دارا هستند.

### عربستان سعودی
طبق قوانین شریعت اسلامی در عربستان سعودی ملاقات زناشویی جایز است. مردان تک‌همسر، یک‌بار در ماه و مردان چندهمسر، دوبار در ماه اجازه ملاقات زناشویی دارند. 

### اسپانیا
در اسپانیا، زندانیان در هر چهار یا هشت هفته یک بار اجازه ملاقات زناشویی دارند. مدت هر ملاقات نیز ۳ ساعت است و به آن‌ها کاندم، اجازه استفاده از حمام و حوله تمیز نیز داده می‌شود.

### انگلیس
در هیچ‌یک از مناطق انگلستان، ولز، اسکاتلند، و ایرلند شمالی ملاقات زناشویی جایز نیست. با این حال زندانیان برای نگاه‌داشت روابطشان با دنیای بیرون که بعداً قرار است به آن بپیوندند، اجازه خروج از زندان داده می‌شود. معمولاً این اجازه به زندانیانی داده می‌شود که تنها چند هفته یا ماه از مدت محکومیتشان باقی باشد و از اینکه رفتار زندانی خطرآفرین نیست، اطمینان حاصل شود.

### ایالات متحده آمریکا
دادگاه ایالتی اوهایو در ۱۹۷۴ رای داد که محکومان در زندان در طول مدت محکومیت اجازه ملاقات زناشویی ندارند.
اداره فدرالی زندان‌ها به زندانیان فدرال اجازه ملاقات زناشویی نمی‌دهد. برای زندانیانی که در زندان‌های ایالتی باشند، بسته به ایالت ممکن است اجازه ملاقات زناشویی داده شود. در جاهایی که ملاقات زناشویی مجاز است زندانیان می‌بایست شرایط ویژه‌ای داشته باشند از جمله:
ممکن است سوابق ملاقات‌کننده بررسی شود و از نظر ابتلا به بیماری‌های آمیزشی نیز معاینه شود. هم زندانی و هم ملاقات‌کننده پیش از ملاقات بازرسی بدنی می‌شوند تا اطمینان حاصل شود چیزی به داخل زندان قاچاق نشود.
نخستین ایالتی که این کار را قانونی اعلام کرد می‌سی‌سی‌پی بود. این باعث می‌شد زندانیان مرد بیش‌تر راغب به فعالیت باشند. به گفته جولیا لیپ، متخصص رفاه اجتماعی در دانشگاه کالیفرنیا، لس‌آنجلس ملاقات‌های زناشویی به ساخت روابط خانوادگی مستحکم کمک می‌کنند و باعث کاهش برگشت‌پذیری مجرم به جرم می‌شوند. طی ۴۰ سال اخیر بیش‌تر زندان‌های این کشور به ساختمان‌هایی برای «ملاقات‌های یک‌شنبه» مجهز شده‌اند.
تمرکز این گونه ملاقات‌ها بیش‌تر روی ساخت و حفظ روابط خانوادگی است.
همچنین در برخی ایالت‌ها اجازه ملاقات زناشویی برای هم‌جنس‌خواه‌ها هم داده می‌شود.

### ایران
در ایران امکان برخوداری از این نوع ملاقات با عنوان ملاقات شرعی برای زندانیان با همسرانشان وجود دارد.